# Hisonotus ringueleti
Hisonotus ringueleti är en fiskart som beskrevs av Aquino, Schaefer och Miquelarena 2001. Hisonotus ringueleti ingår i släktet Hisonotus och familjen Loricariidae. Inga underarter finns listade i Catalogue of Life.